# Жан дьо Бребьоф
Свети Жан дьо Бребьоф (на френски: Jean de Brébeuf) е френски мисионер-йезуит, пътешественик-изследовател. 

## Младежки години (1593 – 1624)
Роден е на 25 март 1593 година в Конде сюр Вир, регион Нормандия, Франция. През 1617 г., на 24-годишна възраст, постъпва в Ордена на йезуитите в Руан. Между 1619 и 1621 е учител в колежа в Руан. През 1620 заболява от туберкулоза и за малко да бъде изгонен от обществото. През февруари 1622 е ръкоположен за свещеник.

## Мисионерска и изследователска дейност (1625 – 1649)
След 3 години като комисар в колежа в Руан е изпратен в Нова Франция (Канада) да проповядва християнството сред индианското племе хурони.
През юни 1625 пристига в Квебек. Заселва се на брега на езерото Хюрън, изучава езика, обичаите и традициите на местните индиански племена. До 1641 живее необезпокояван сред местните племена като около 1640 открива езерото Ери (25700 км2).
През 1641, поддържани от англичаните, съперници на французите в района, някои индиански племена започват да проявяват враждебност към дейността на Бребьоф и той е принуден да напусне района на мисията си и да се завърне в Квебек. След като обстановката временно се успокоява през 1644 отново се завръща при своите енориаши, които търпят поражения във войната с ирокезите поддържани от англичаните. По това време, през 1648 открива Ниагарския водопад (височина 51 м).
На 16 март 1649 Бребьоф се намира във форт Сент Игнас близо до Мидланд, Онтарио, който е превзет с щурм от ирокезите и заедно със своите другари Бребьоф е пленен и след жестоки мъчения е убит на 16 март 1649 година.

## Памет
- През 1930 е причислен към канадските светци заради мъченическата си смърт и е провъзгласен за покровител на Квебек и цяла Канада. Католическата църква чества паметта му на 19 октомври.
- Неговото име носи колеж в Квебек, Канада.